# Sainte-Etchmiadzin
La cathédrale Sainte-Etchmiadzin (en arménien Մայր Տաճար Սուրբ Էջմիածին, Mayr Tajar Surb Ejmiatsin, « cathédrale-mère de Sainte-Etchmiadzin ») est le plus ancien édifice chrétien arménien. 
Sa première construction date de 303, mais elle a été par la suite reconstruite en 484. Au cours des siècles suivants, l'édifice a été maintes fois remanié, et seuls les murs nord, sud et ouest datent du IVe siècle. Le XVIIe siècle est la période où le monument a été le plus de fois remanié, donnant son aspect actuel à la cathédrale : construction de la coupole en 1627, du clocher à deux étages en 1658, du lanternon en 1683 et des fresques intérieures d'un style curieusement persan. 
La cathédrale possède de beaux témoignages de la sculpture arménienne chrétienne avec par exemple un bas-relief représentant saint Paul et sainte Thècle ainsi que des oiseaux et une croix. Sourp Etchmiadzin abrite trois reliques : celle de la lance de la Passion, la main de saint Grégoire et du bois de l'arche de Noé.

## Patrimoine mondial de l'humanité
Depuis 2000, le complexe religieux d'Etchmiadzin ainsi que le site archéologique de Zvartnots sont inscrits sur la liste du Patrimoine mondial de l'UNESCO.